# ایست هایلند پارک (ویرجینیا)
ایست هایلند پارک (به انگلیسی: East Highland Park) یک منطقهٔ مسکونی در ایالات متحده آمریکا است که در شهرستان هنریکو، ویرجینیا واقع شده‌است. ایست هایلند پارک ۲۳٫۳ کیلومتر مربع مساحت و ۱۴٬۷۹۶ نفر جمعیت دارد و ۶۱ متر بالاتر از سطح دریا واقع شده‌است.